# Кушелев, Егор Андреевич
Егор Андреевич Кушелев (1763 — 23 марта 1826) — российский военный и государственный деятель, сенатор, генерал-лейтенант, масон.

## Биография
Из дворян Псковской губернии, родился в 1763 году.
В службу записан в 1773 году курьером сухопутной артиллерии.
В 1777 году был переведен капралом в лейб-гвардии Преображенский полк, 1 января 1786 года выпущен капитаном в армию.
С октября 1789 года служил в главном комиссариате; 18 ноября 1796 года был произведен в полковники и назначен московским комендантом.
12 июля 1797 года назначен шефом гарнизонного своего имени полка и динабургским комендантом.
2 февраля 1798 года произведен в генерал-майоры; 28 октября 1799 года был определён обер-штер-кригс-комиссаром флота и присутствующим в Адмиралтейств-Коллегии.
19 октября 1800 года произведен в генерал-кригс-комиссары. С этой должности уволен в 1803 году.
В 1820 году был назначен сенатором.
Умер 23 марта 1826 года.